# Lávová fontána

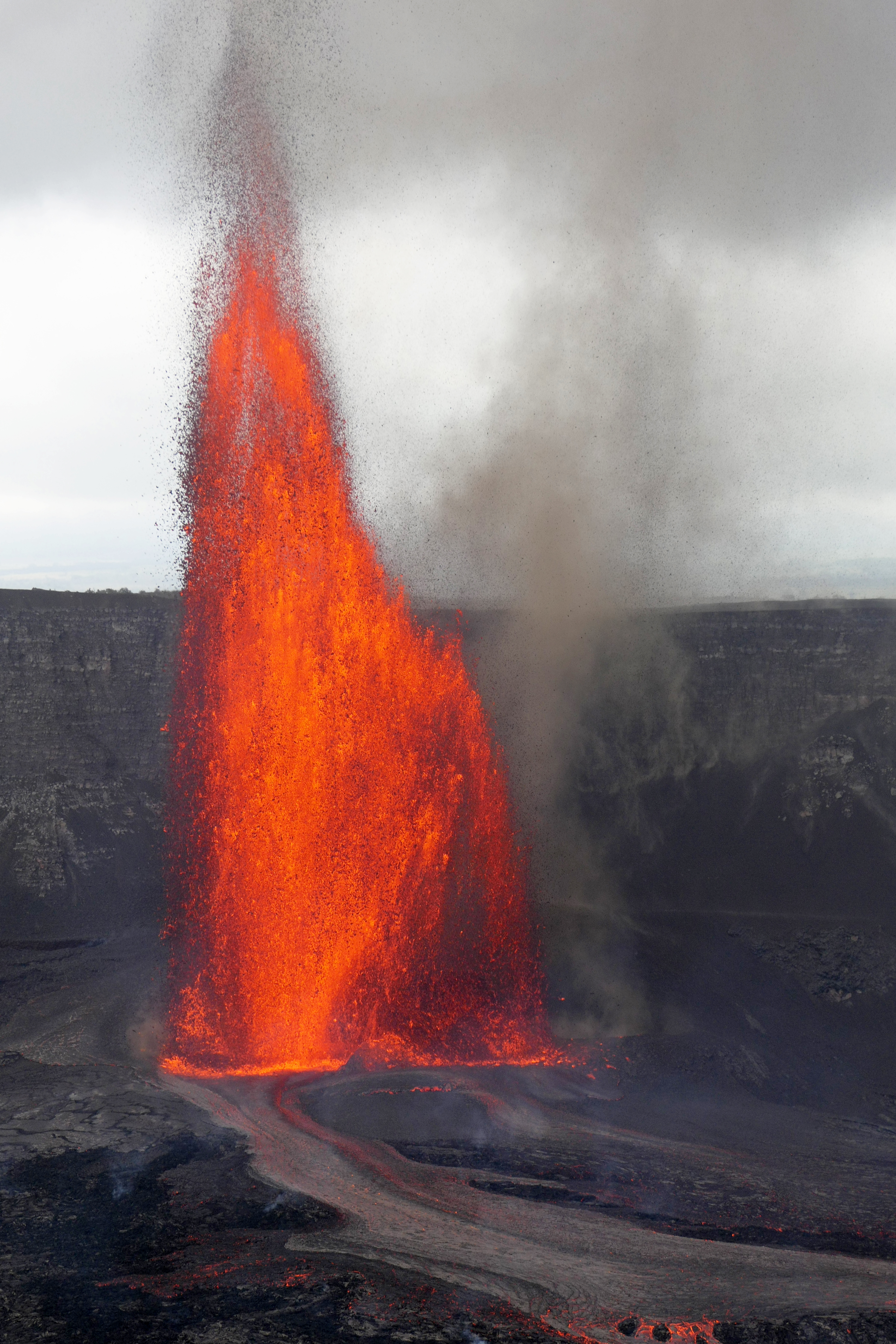
300 metrů vysoká lávová fontána v kráteru Halemaʻumaʻu havajské sopky Kilauea (březen 2025).

Lávová fontána je jev, kdy žhavé magma tryská pod tlakem do výšky nad povrch planety či jiného tělesa, čímž dochází k chlazení částic, které dopadají následně zpět na povrch jako ztuhlé či jako položhavý materiál. Nejčastěji se projevují u bazaltových magmat, která jsou uvolňována hlavně během havajského typu erupcí. Fontána může být různě vysoká, od několika metrů až po několik kilometrů. Například v 18. století během erupce sopky Laki tryskala láva až do výšky mezi 800 až 1400 m.
Nejvyšší lávová fontána byla zaznamenána 23. listopadu 2013 u italského stratovulkánu Etna. Během její paroxysmální erupce si fontána po dobu 18 minut stabilně držela výšku 2500 m. Ovšem na krátký okamžik dosáhla rekordní výšky 3400 metrů. Byla tudíž vyšší než výška samotné hory. Ta v té době měřila 3329 m.

## Galerie

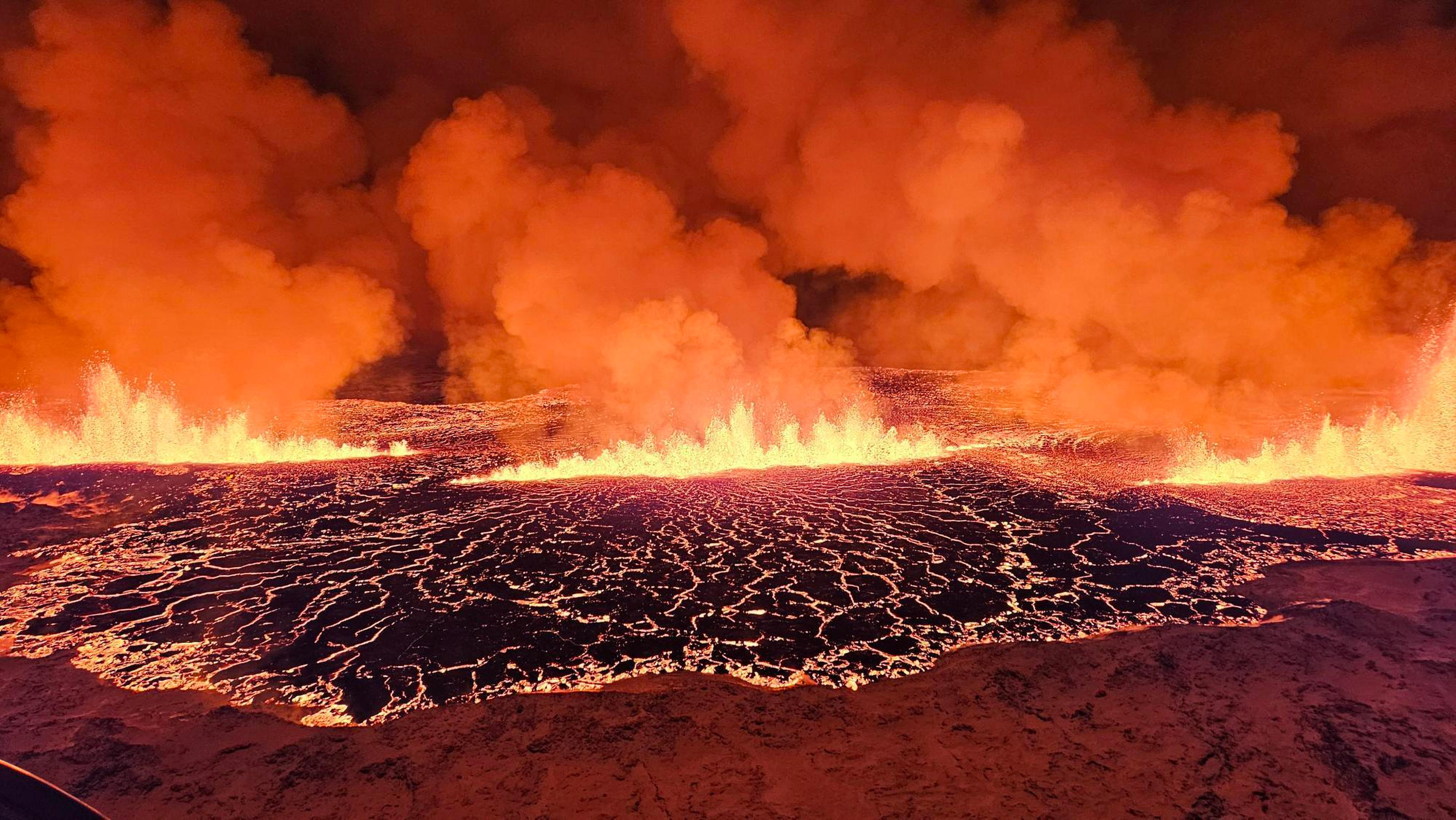
3,5 km dlouhá erupční trhlina islandské sopky Svartsengi, chrlící 80 metrů vysoké lávové fontány (18. prosinec 2023)
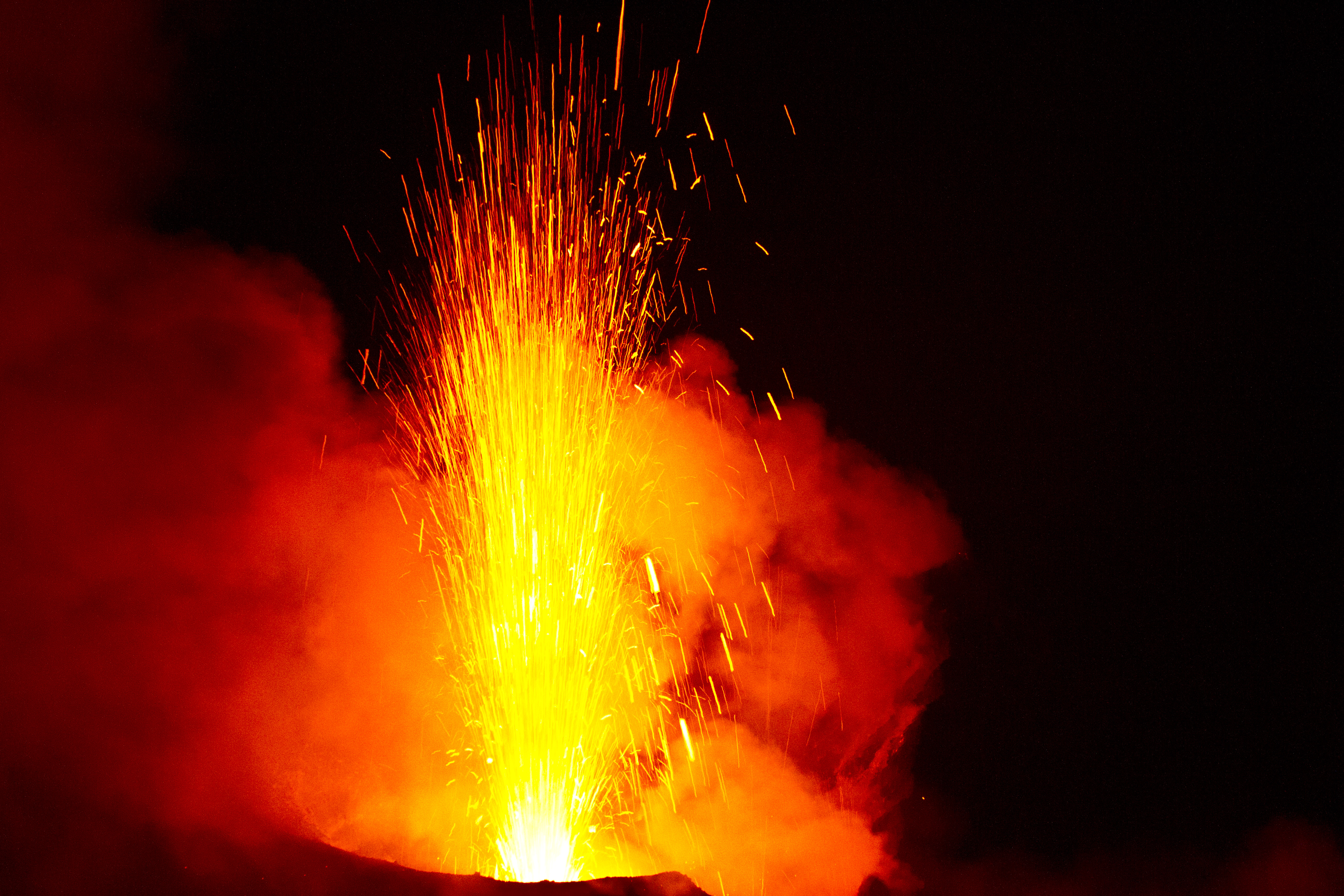
Malá fontána erupce strombolského typu na sopce Stromboli v Itálii.
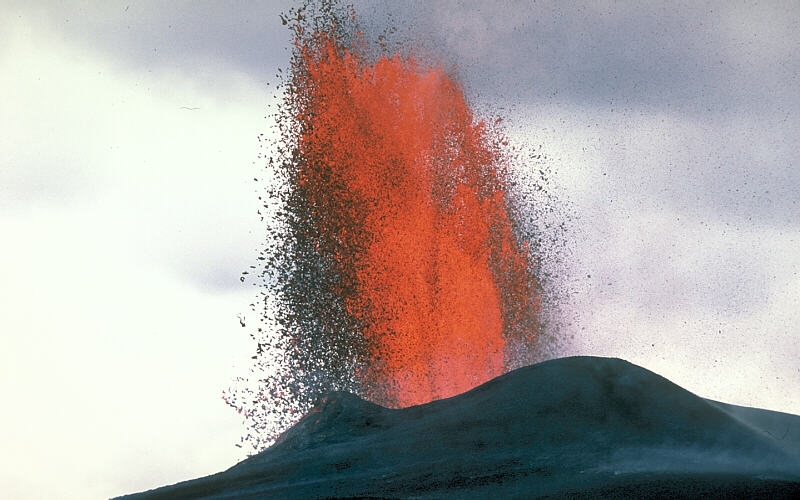
Fontána havajské Kilauei (1983)
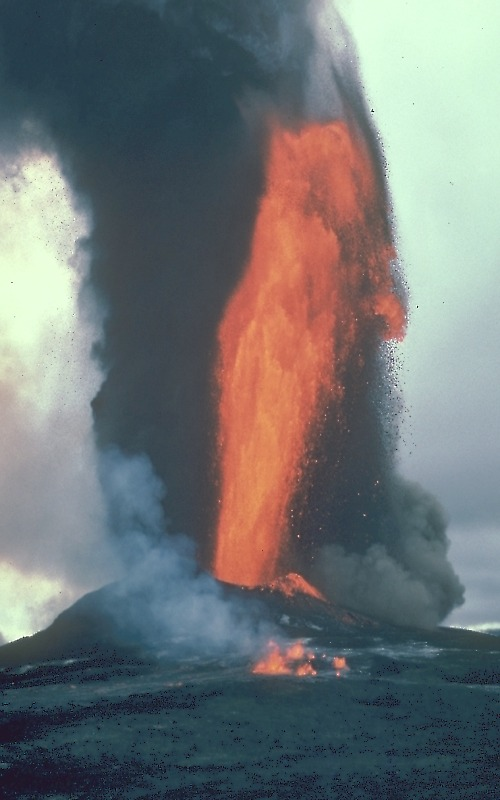
450 metrů vysoká lávová fontána na sopce Kilauea, Havaj